# Definice druhu

Mísející se větve fylogenetického stromu

Problém definice druhu (v anglické literatuře the species problem) je soubor otázek ohledně definice slova „druh“. Dnes existuje kolem 26 uznávaných definic druhu. Definice druhu by měla vypadat tak, aby seděla pro všechny taxonomické větve, které se dnes považují za druhy. Může být jednoduché definovat např. druh pro ptáky nebo druh pro bakterie, nicméně největší problém pro formulování nové definice nastává ve chvíli, kdy jsou hledány společné vlastnosti, které tyto, pohlavní a nepohlavní druhy sdílí. Studiem problému definice druhu se zabývá mikrotaxonomie.

## Problémy definice druhu
Definovat druh je těžké také proto, že není úspěšně vyřešená ani otázka definice reprodukční izolace, jedince, života a evoluce a taxonomicky stále nejsou ustáleny například kryptické druhy (dva druhy, které se po prvním objevení ukázaly být pouze odlišnou variantou téhož druhu).
Nicméně existují i řada faktických problémů, pramenících z biologických specifik organismu. Zejména u nižších organismů totiž často pozorujeme plynulý přechod od organismů naprosto oddělených reprodukční bariérou po druhy žijících uvnitř panmiktických populací, nehledě na to, že není vždy jasné, které faktory se na reprodukční izolaci skutečně podílí. U nepohlavních druhů, jako jsou bakterie, se jako výsledek této debaty začaly používat fylogenetické stromy, jejichž větve se různě propojují a zase spojují. Není tím myšlena kompletní hybridizace, sloučení druhů, nýbrž taxonomové chtějí tímto způsobem naznačit, kudy vedly některé významné genové toky. Zvláště u bakterií často nalezneme velice dlouhé řetězce DNA, které se do genomu pravděpodobně fyzicky včlenily například po invazi viru, ale byly pro bakterii výhodné.

### Historie debaty
V průběhu historie debaty ohledně definice druhu se biologové dostali na tak staré problémy, jakými je spor nominalismu a realismu nebo problém jazyka a poznání.
Anglická fráze „species problem“ má docela jiný význam, než v době Charlese Darwina, kdy tím byla myšlena především diskuze ohledně speciace, nicméně debata je mnohem starší, než samotná myšlenka evoluce.